# Tru.
tru. ist das dritte Studioalbum des deutschen Rappers Cro. Es erschien am 8. September 2017 über das Hip-Hop-Label Chimperator Productions als Standard- und Deluxe-Edition.

## Musikstil und Produktion
Auf dem Album zeigt sich Cro deutlich experimentierfreudiger als auf seinen beiden ersten Studioalben Raop und Melodie, wobei er sich überwiegend vom poppigen Rapsound abwendet.
Das Album wurde von Cro selbst sowie den Musikproduzenten Shuko, Michael Geldreich und Freedo produziert. Es sollte ursprünglich Fake You. heißen, wie der gleichnamige Song auf dem Album, der Name wurde jedoch einen Monat vor Veröffentlichung abgeändert.

## Covergestaltung
Das Albumcover zeigt Cros neue, komplett weiße Pandamaske vor weißem Hintergrund. In der Mitte auf der Maske steht das chinesische Schriftzeichen 真, welches „wahr“ oder „Wahrheit“ bedeuten kann. Am oberen bzw. unteren Bildrand befinden sich die roten Schriftzüge cro und tru.

## Gastbeiträge
Auf vier Liedern des Albums treten neben Cro weitere Künstler in Erscheinung. So ist der deutsche Reggae-Sänger Patrice am Song Forrest Gump beteiligt, während die US-amerikanische Sängerin Ivy Sole einen Gastauftritt bei Fake You. hat. Der haitianische Sänger Wyclef Jean ist auf Todas zu hören, und die deutsche R&B-Sängerin Ace Tee unterstützt Cro auf Slow Down.

## Titelliste
| #  | Titel                     | Gastmusiker | Länge |
| -- | ------------------------- | ----------- | ----- |
| 1  | kapitel 1                 |             | 2:24  |
| 2  | forrest gump              | Patrice     | 4:17  |
| 3  | fkngrt                    |             | 5:56  |
| 4  | tru                       |             | 3:15  |
| 5  | hi                        |             | 4:45  |
| 6  | todas                     | Wyclef Jean | 4:08  |
| 7  | baum                      |             | 6:58  |
| 8  | unendlichkeit (main edit) |             | 3:36  |
| 9  | computiful                |             | 12:35 |
| 10 | no. 105                   |             | 4:36  |
| 11 | noch da                   |             | 3:12  |
| 12 | paperdreams               |             | 3:51  |
| 13 | fake you.                 | Ivy Sole    | 3:31  |
| 14 | alien                     |             | 5:56  |
| 15 | 0711                      |             | 3:58  |
| 16 | slow down                 | Ace Tee     | 6:13  |
| 17 | 2kx                       |             | 6:18  |

Bonussongs der Deluxe-Edition:
| #  | Titel                      | Gastmusiker | Länge |
| -- | -------------------------- | ----------- | ----- |
| 18 | tokyo13317                 |             | 3:45  |
| 19 | unendlichkeit (video edit) |             | 3:46  |
| 20 | my life                    |             | 3:12  |

## Chartplatzierungen
tru. stieg am 15. September 2017 auf Platz 1 in die deutschen Albumcharts ein, womit dem Rapper dies zum vierten Mal in Folge gelang. Auch in Österreich belegte das Album die Chartspitze, während es in der Schweiz Rang 2 erreichte. In den deutschen Album-Jahrescharts 2017 belegte es Platz 63.
Am 2. Juni 2017 erschien die Single Unendlichkeit. Sie erreichte Platz 13 der deutschen Charts. Unendlichkeit erhielt zudem für über 600.000 verkaufte Einheiten in Deutschland eine dreifache Goldene Schallplatte. Als zweite Single erschien am 29. September 2017 das Lied Todas, das er zusammen mit Wyclef Jean aufgenommen hat. Als Promo-Singles wurden außerdem noch Baum, Tru und Noch da veröffentlicht.

## Verkaufszahlen und Auszeichnungen
Für mehr als 100.000 verkaufte Einheiten erhielt tru. in Deutschland im Dezember 2022 eine Goldene Schallplatte.

| Land/Region        | Auszeichnungen für Musikverkäufe (Land/Region, Auszeichnung, Verkäufe) | Verkäufe |
| ------------------ | ---------------------------------------------------------------------- | -------- |
| Deutschland (BVMI) | Gold                                                                   | 100.000  |
| Insgesamt          | 1× Gold ·                                                              | 100.000  |

## Rezeption

### Kritiken
| Professionelle Bewertungen | Professionelle Bewertungen |
| -------------------------- | -------------------------- |
| Kritiken                   |                            |
| Quelle                     | Bewertung                  |
| laut.de                    | [ 9 ]                      |
| rappers.in                 | [ 10 ]                     |

Das Album bekam überwiegend sehr positive Kritiken.
Robin Schmidt von der Internetseite laut.de bewertete tru. mit vier von möglichen fünf Punkten. Das Album sei „eine abwechslungsreich-artistisch-anspruchsvolle One-Man-Show“, auf dem Cro „reflektiert, ehrlich, überlegt und erwachsen“ klinge. Die vielfältigen Kompositionen des Werks werden ebenfalls gelobt, während die Gastbeiträge „neben einem ambitionierten Cro etwas untergehen“ würden.
Hiphop.de-Chefredakteur Aria Nejati war von tru. begeistert und nannte es „das wahrscheinlich beste deutsche Album des Jahres“. Cro sei „aus der Rolle des kindlich-naiven Hitmakers herausgewachsen“ und habe besonders mit der Single Unendlichkeit seinen Status „als einen der fähigsten Songwriter und Visionäre der deutschen Musikindustrie“ festigen können. Das Album sei ein Anzeichen dafür, dass Cro gerade erst begonnen habe, sich „an den Zenit seiner Karriere heranzutasten“.
Auf rappers.in erhielt tru. mit sechs von möglichen sechs Punkten die Höchstwertung. Der Autor Max zeigt sich begeistert vom Album und bezeichnet es als „deutscher Rap 4.0“, „das nicht nur Deutschrap verändern, sondern die gesamte Musiklandschaft hierzulande nachhaltig prägen“ werde. Cro leiste „sowohl raptechnisch als auch in der Arbeit mit seiner grandiosen Stimme Großes“. Jedes Instrumental sei „ein eigenes Musikstück, was sich vor allem in den langen Phasen ohne Vocals bemerkbar macht oder in den Stimmungswechseln, die oft durch die Instrumentierung stärker hervorgehoben werden als durch den Text selbst“. Cro schreite „im Jahr 2017 allen voraus“ und habe „ein unglaubliches Album geschaffen“.
Auch auf rap.de bekam das Album eine äußerst positive Bewertung. So bezeichnet der Autor Skinny tru. als „Magnum Opus, von dem jeder Künstler träumt“. Cro „schöpft mit diesem Album sein Potential voll aus und zeigt sowohl Rap- als auch Popdeutschland, wie eine Kombination aus überlegtem Perfektionismus und unverkrampfter Lockerheit aussehen soll“.
Daniel Fersch von MZEE bezeichnete die Platte als „grandios und gewaltig,“ da Cro einfach nur mache, „was er will, […] ohne sich auf irgendwas zu beschränken.“

### Bestenlisten
laut.de listete tru. auf Platz 8 der besten Rapalben sowie auf Rang 41 aller Alben des Jahres 2017.
Bei den Hiphop.de Awards 2017 war tru. unter den 15 Nominierungen in der Kategorie „Album des Jahres“, verlor allerdings gegen #DIY von Trettmann.
Von rappers.in wurde tru. in der Liste der besten deutschen Rapalben 2017 auf Platz 1 gesetzt.
Die Juice setzte tru. auf Rang 7 der besten Deutschrap-Alben 2017.